# The Greatest (canción de Sia)
«The Greatest» es una canción interpretada por la cantante y compositora australiana Sia con la participación del rapero Kendrick Lamar perteneciente a su reedición del álbum de estudio, This Is Acting (Versión Deluxe). El sencillo fue lanzado al mercado musical el 6 de septiembre de 2016 por RCA Records y Monkey Puzzle Records como el primer avance de dicho álbum. La canción fue escrita por Sia junto a Greg Kurstin. El vídeoclip oficial presenta a la bailarina Maddie Ziegler, y estuvo dirigido por Daniel Askill de RadicalMedia. Aunque la cantante no ha proporcionado una interpretación detallada de la trama del video, numerosos medios de comunicación lo han considerado como un homenaje a las 49 víctimas mortales de la masacre de la discoteca Pulse de Orlando ocurrido el 12 de junio de ese año. 'The Greatest' ingresó a Billboard Hot Chart en la posición número 52 y alcanzó su máxima posición al llegar al número 18.

## Composición
El editor de Billboard, Gil Kaufman dec, describe a "The Greatest", como una canción de pop con un sutil ambiente isleño tropical".

## Video musical
El video inicia con Maddie Ziegler pintándose los colores de la bandera del arco iris en las mejillas.
Esta se aleja junto con un grupo de 49 personas (mismo número de víctimas que en la masacre de la discoteca Pulse de Orlando) con una vestimenta muy demacrada.
Después comienzan a huir de alguien entre lo que parece ser una alcantarilla.
Kendrick comienza a rapear hasta lo que parece ser el sonido de un disparo las personas huyen hasta llegar a lo que parece ser el único lugar iluminado del lugar para finalmente caer al suelo donde miran directo a la cámara simulando estar muertos.
El video termina con la cámara alejándose para demostrar que la "alcantarilla" era el interior de una discoteca (lugar donde sucedieron los hechos de la masacre).

## Presentaciones en vivo
El 7 de septiembre de 2016, Sia, Ziegler y varios bailarines interpretaron "The Greatest" en vivo por primera vez en el lanzamiento del iPhone 7 de Apple en el Bill Graham Civic Auditorium de San Francisco.

## Listas
| Lista (2016)                                  | Mejor posición |
| --------------------------------------------- | -------------- |
| Australia (ARIA)                              | 2              |
| España (ESP)                                  | 1              |
| Austria (Ö3 Austria Top 40)                   | 41             |
| Bélgica (Ultratop 50 Flanders)                | 41             |
| Bélgica (Ultratop 50 Wallonia)                | 41             |
| Canadá (Canadian Hot 100)                     | 26             |
| República Checa (Singles Digitál Top 100)     | 50             |
| Francia (SNEP)                                | 3              |
| Alemania (Official German Charts)             | 14             |
| Hungría (Single Top 40)                       | 22             |
| Irlanda (IRMA)                                | 5              |
| Italia (FIMI)                                 | 18             |
| Japan Hot Overseas (Billboard)                | 3              |
| Países Bajos (Single Top 100)                 | 26             |
| Nueva Zelanda (Recorded Music NZ)             | 7              |
| Noruega (VG-lista)                            | 9              |
| Portugal (AFP)                                | 78             |
| Escocia (Official Charts Company)             | 4              |
| Eslovaquia (Singles Digitál Top 100)          | 37             |
| Suecia (Sverigetopplistan)                    | 6              |
| Reino Unido Singles (Official Charts Company) | 5              |
| Estados Unidos (Billboard Hot 100)            | 18             |

## Certificaciones
| Territorio     | Organismo certificador | Certificación | Ventas certificadas | Ref.   |        |        |        |        |
| Europa         | Europa                 | Europa        | Europa              | Europa | Europa | Europa | Europa | Europa |
| -------------- | ---------------------- | ------------- | ------------------- | ------ | ------ | ------ | ------ | ------ |
| Alemania       | BVMI                   | Platino       | 400,000             | [ 25 ] |        |        |        |        |
| Austria        | IFPI — Austria         | Oro           | 15,000              | [ 26 ] |        |        |        |        |
| Bélgica        | BEA                    | Platino       | 20,000              | [ 27 ] |        |        |        |        |
| Dinamarca      | IFPI Denmark           | Platino       | 60,000              | [ 28 ] |        |        |        |        |
| España         | PROMUSICAE             | Platino       | 40,000              | [ 29 ] |        |        |        |        |
| Francia        | SNEP                   | Diamante      | 250,000             | [ 30 ] |        |        |        |        |
| Italia         | FIMI                   | 4× Platino    | 200,000             | [ 31 ] |        |        |        |        |
| Polonia        | ZPAV                   | 4× Platino    | 80,000              | [ 32 ] |        |        |        |        |
| Reino Unido    | BPI                    | Platino       | 600,000             | [ 33 ] |        |        |        |        |
| Suiza          | IFPI — Suiza           | Platino       | 30,000              | [ 34 ] |        |        |        |        |
| Oceanía        |                        |               |                     |        |        |        |        |        |
| Australia      | ARIA                   | 2× Platino    | 140,000             | [ 35 ] |        |        |        |        |
| Nueva Zelanda  | RMNZ                   | Platino       | 30,000              | [ 36 ] |        |        |        |        |
| América        |                        |               |                     |        |        |        |        |        |
| Canadá         | Music Canada           | 3× Platino    | 240,000             | [ 37 ] |        |        |        |        |
| Estados Unidos | RIAA                   | Oro           | 500,000             | [ 38 ] |        |        |        |        |
| México         | AMPROFON               | Platino + Oro | 90,000              | [ 39 ] |        |        |        |        |

## Historial de lanzamientos
| Región         | Fecha                    | Formato                | Discográfica  | Ref.                 |
| -------------- | ------------------------ | ---------------------- | ------------- | -------------------- |
| Todo el mundo  | 6 de septiembre de 2016  | Descarga digital       | Monkey Puzzle | [ 40 ] [ 41 ] [ 42 ] |
| Italia         | 16 de septiembre de 2016 | Contemporary hit radio | Sony          | [ 43 ]               |
| Estados Unidos | 27 de septiembre de 2016 | Contemporary hit radio | RCA           | [ 44 ]               |